# Susgnevizza
Susgnevizza (in croato Šušnjevica, in istrorumeno Şuşnieviţa) è un insediamento del comune di Chersano, nella regione istriana in Croazia, già comune italiano della provincia di Pola dal 1922 al 1947 col nome di Valdarsa (ma conosciuto anche come Frascati d'Istria, Susgneviza, Susnevita, Susnieviza).

## Geografia fisica
L'insediamento si trova nella valle del fiume Arsa, nell'Istria orientale.  È bagnato dal torrente Bogliuno che scende dalle vicine pendici del Monte Maggiore e successivamente fluisce nel bonificato lago d'Arsa per poi continuare verso il golfo del Quarnaro col nome di fiume Arsa. Si trova a circa 110 metri d'altezza ed è a meno di sette km dalla cima del Monte Maggiore che è alto 1394 metri.
Susgnevizza è circondata da boschi un tempo molto estesi, che diedero fama alla sua vallata di essere il "giardino dell'Istria". Durante il Rinascimento la vallata fu zona di soggiorno estivo di facoltose famiglie istriane.

## Storia

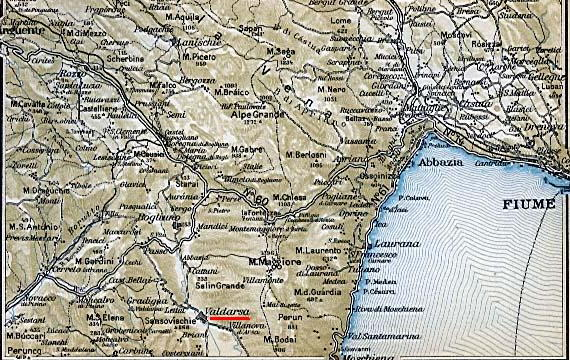
Valdarsa - Susgnevizza, in una carta topografica del 1933

Susgnevizza fu in epoca asburgica frazione censuaria del comune di Bogliuno. Successivamente, con l'annessione al Regno d'Italia fu capoluogo del nuovo comune della provincia di Pola, creato nel gennaio 1922 ed inizialmente denominato "Susgnevizza". Il comune, fortemente voluto da Andrea Glavina, soprannominato l'apostolo degli istrorumeni poiché si batté per l'unità amministrativa del suo popolo, coronò l'aspirazione, delusa sotto l'Austria-Ungheria, di vedere l'intero ramo del poco numeroso popolo istro-rumeno, di essere raccolto sotto un unico comune. Il nuovo comune di Susgnevizza, su un'area di oltre 5.500 ettari, raccolse le frazioni di Berdo (istrorumeno Bârda, croato Brdo), Gradigne (croato Gradinje), Grobenico (istrorumeno Grobenjco, croato Grobnik), Lettai (istrorumeno Letaj, croato Letaj), già comprese nei comuni di Pisino, Bogliuno e Fianona.
Ad aprile del 1923 venne ridenominato "Valdarsa - Susgnevizza", al fine di italianizzarne il nome. Il comune venne formato dalle seguenti frazioni:
- Berdo (denominato in lingua italiana anche Briani)
- Gradigne (anche Gradigna di Valdarsa)
- Grobenico (anche Grobenico dei Carnelli)
- Lettai
- Su Codru[2] (istrorumeno Sucodru, croato Jasenovik)
- Valdarsa - Susgnevizza (istrorumeno Şuşńeviza, croato Šušnjevica) A sua volta, la frazione di Valdarsa (ex Susgnevizza - 346 abitanti nel 1931) comprendeva l'abitato di Valdarsa e le località di Bachetti, Bacotti e Bonasera.
- Villanova (anche Villanova d'Arsa, istrorumeno Noselo, croato Nova Vas)[3].

Il nuovo comune ebbe inizialmente una popolazione, quasi tutta di lingua istrorumena, di 2 100 abitanti nel 1922, che nel 1942 erano cresciuti a circa 3000. Andrea Glavina, il suo primo sindaco e creatore, fece adottare il simbolo della "Colonna Traiana" come stemma comunale. Valdarsa ebbe l'unica scuola in lingua istrorumena, che funzionò sotto il Regno d'Italia dal 1922 fino al 1947.

La città prosperò negli anni trenta grazie alla bonifica del lago D'Arsa e alle vicine miniere di carbone di Arsia. 

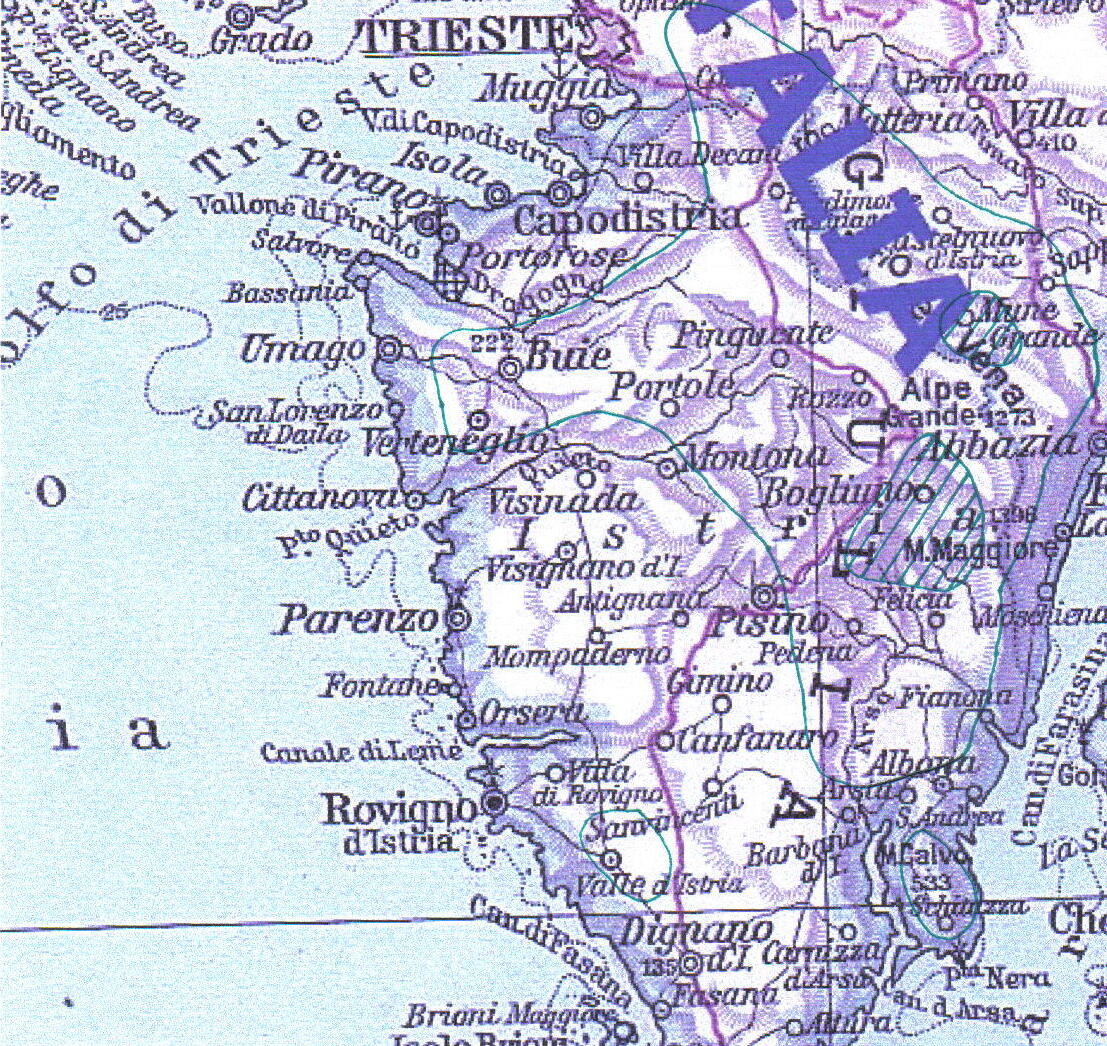
Aree popolate dagli Istrorumeni in Istria: linea verde nel 1810, tratteggiato verde nel 1920

Dopo la seconda guerra mondiale, quando l'Istria passò alla Iugoslavia nel 1947, venne chiusa la scuola istrorumena e annullata la municipalità di Valdarsa e con ciò si riattivò il secolare processo slavo di assimilazione del popolo istrorumeno. Come conseguenza si ebbe l'esodo in massa della popolazione del comune di Valdarsa, Susgnevizza inclusa, che si aggregò ai profughi dall'Istria del dopoguerra.